# Leguánovití
Čeleď leguánovití (Iguanidae) je velmi početná skupina ještěrů. Areálem jejich rozšíření jsou především tropy a subtropy severní a jižní Ameriky, dále se vyskytují na Galapágách a ostrovech Tonga a Fidži. Dva druhy žijí i na Madagaskaru.

## Popis
Jsou různorodou skupinou plazů, nejmenší druhy dorůstají asi 7–8 cm, největší pak kolem 2 metrů - i když podstatnou část z této délky tvoří nelámavý ocas. Často mají krční laloky nebo hřbetní hřebeny, aktivní jsou ve dne. Většina druhů je vejcorodá. Většina druhů se živí jak rostlinnou tak i živočišnou potravou, ale existují i druhy, které jsou pouze vegeteriány - leguán mořský (Amblyrhynchus cristatus) se kupříkladu živí pouze mořskými řasami. Přebývají většinou na stromech nebo keřích, v blízkosti vodních ploch. Některé druhy je možné najít i v poušti, příkladem je leguánek písečný (Uma notata) z podčeledi Phrynosomatinae.

## Systematika
Do této čeledi patří také druhy anolisů, bazilišků a ropušníků. Zatím bylo objeveno asi 700 druhů. Přesná taxonomická pozice skupiny Iguania v rámci šupinatých plazů však není dosud uspokojivě vyřešena.

## Historie
Po objevu prvních koster dinosaurů počátkem 19. století předpokládali vědci podobnost právě s leguány. Druhý popsaný dinosaurus Iguanodon ("leguání zub") byl v roce 1825 rekonstruován jako obří leguán. To je však nesmyslné, protože dinosauři reprezentují zcela jinou vývojovou linii plazů.

## Přehled druhů

### rod:Amblyrhynchus
- leguán mořský (Amblyrhynchus cristatus)

### rod:Brachylophus
- leguán fidžijský (Brachylophus fasciatus)
- leguán chocholatý (Brachylophus vitiensis)
- Brachylophus bulabula
- Brachylophus gau

### rod:Conolophus
- leguán bledý (Conolophus pallidus)
- leguán galapážský (Conolophus subcristatus)
- leguán růžový (Conolophus marthae)

### rod:Ctenosaura
- Ctenosaura acanthura
- Ctenosaura alfredschmidti
- Ctenosaura bakeri
- Ctenosaura clarki
- Ctenosaura defensor
- Ctenosaura flavidorsalis
- Ctenosaura hemilopha
- Ctenosaura melanosterna
- Ctenosaura oaxacana
- Ctenosaura oedirhina
- Ctenosaura palearis
- Ctenosaura pectinata
- leguán kyjoocasý (Ctenosaura quinquecarinata)
- leguán černý (Ctenosaura similis)

### rod:Cyclura
- leguán východobahamský (Cyclura carinata)
- leguán jamajský (Cyclura collei)
- leguán nosorohý (Cyclura cornuta)
- leguán bahamský (Cyclura cychlura)
- leguán modravý (Cyclura lewisi)
- leguán kubánský (Cyclura nubila)
- leguán tučný (Cyclura pinguis)
- leguán Ricordův (Cyclura ricordi)
- leguán Rileyův (Cyclura rileyi)

### rod:Dipsosaurus
- leguán pustinný (Dipsosaurus dorsalis)

### rod:Iguana
- leguán zelený (Iguana iguana)
- leguán jedlý (Iguana delicatissima)

### rod:Polychrus
- Polychrus gutturosus

### rod:Sauromalus
- leguán čuakvala (Sauromalus ater)
- Sauromalus hispidus
- Sauromalus slevini
- Sauromalus varius
- Sauromalus klauberi